# Orobanche chilensis
Orobanche chilensis är en snyltrotsväxtart som först beskrevs av Rodolfo Amando Philippi, och fick sitt nu gällande namn av Günther von Mannagetta und Lërchenau Beck. Orobanche chilensis ingår i släktet snyltrötter, och familjen snyltrotsväxter. Inga underarter finns listade i Catalogue of Life.